# Condado de Volusia (Florida)
El condado de Volusia es un condado estadounidense ubicado en el estado de Florida. En 2000, su población era de 443 343 habitantes. Su sede está en DeLand.

## Historia
El Condado de Volusia fue creado en 1854. Su nombre es el de un asentamiento a orillas del río St. Johns. El origen de la palabra Volusia no ha sido aclarado.

## Demografía
Según el censo de 2000, el condado cuenta con 443 343 habitantes, 184 723 hogares y 120 069 familias residentes. La densidad de población es de 155 hab/km² (402 hab/mi²). Hay 211 938 unidades habitacionales con una densidad promedio de 74 u.a./km² (192 u.a./mi²). La composición racial de la población del condado es 86,11% Blanca, 9,29% Afroamericana o Negra, 0,31% Nativa americana, 1,00% Asiática, 0,04% De las islas del Pacífico, 1,82% de Otros orígenes y 1,43% de dos o más razas. El 6,57% de la población es de origen Hispano o Latino cualquiera sea su raza de origen.
De los 184 723 hogares, en el 24,10% de ellos viven menores de edad, 50,40% están formados por parejas casadas que viven juntas, 10,90% son llevados por una mujer sin esposo presente y 35,00% no son familias. El 27,90% de todos los hogares están formados por una sola persona y 13,60% de ellos incluyen a una persona de más de 65 años. El promedio de habitantes por hogar es de 2,32 y el tamaño promedio de las familias es de 2,82 personas.
El 20,30% de la Población del condado tiene menos de 18 años, el 8,20% tiene entre 18 y 24 años, el 25,30% tiene entre 25 y 44 años, el 24,20% tiene entre 45 y 64 años y el 22,10% tiene más de 65 años de edad. La edad media es de 42 años. Por cada 100 mujeres hay 94,50 hombres y por cada 100 mujeres de más de 18 años hay 91,80 hombres.
La renta media de un hogar del condado es de $35 219, y la renta media de una familia es de $41 767. Los hombres ganan en promedio $30 573 contra $22 471 para las mujeres. La renta per cápita en el condado es de $19 664. 11,60% de la población y 7,90% de las familias tienen rentas por debajo del nivel de pobreza. De la población total bajo el nivel de pobreza, el 16,30% son menores de 18 y el 7,10% son mayores de 65 años.

## Ciudades y pueblos

### Municipalidades
1. Ciudad de Daytona Beach Shores
2. Ciudad de Daytona Beach
3. Ciudad de DeBary
4. Ciudad de DeLand
5. Ciudad de Deltona
6. Ciudad de Edgewater
7. Ciudad de Holly Hill
8. Ciudad de Lake Helen
9. Ciudad de New Smyrna Beach
10. Ciudad de Oak Hill
11. Ciudad de Orange City
12. Ciudad de Ormond Beach
13. Pueblo de Pierson
14. Pueblo de Ponce Inlet
15. Ciudad de Port Orange
16. Ciudad de South Daytona

### No incorporadas
- Cassadaga
- DeLand Southwest
- DeLeon Springs
- Glencoe
- North DeLand
- Ormond-By-The-Sea
- Samsula-Spruce Creek
- West DeLand

## Instituciones de Educación superior
- Universidad Stetson
- Universidad de aeronáutica Embry-Riddle
- Universidad de Florida central